# 庄野英二
庄野英二（日语：／ Shōno Eiji ?、1915年11月20日—1993年11月26日）是日本的儿童文学作家。原大阪帝塚山学院大学校长。

## 简介
大正四年11月20日出生于山口县萩市。父亲庄野贞一是徳島出身的教育家，帝塚山学院首任校长。弟弟庄野润三，后来成为了小说家。庄野英二小时候就在帝塚山学院附属幼儿园和小学上学，13岁进入大阪府立农业学校读书。18岁考入关西学院文学部哲学专业。
20岁时开始发表作品。太平洋战争期间，应征入伍，辗转于东南亚各地，饱受战争的疾苦。他的作品除了富含丰富的想象力，还常以淡淡的抒情，委婉歌唱生命的美好。
其代表作有《鹿特丹的灯光》和《星的牧场》等。

## 译作
- （中国）陳伯吹. 『ネコ大王のぼうけん』. 偕成社. 1982年.（原题：《一只想飞的猫》）

## 脚注
1. ↑  .   [2019-08-08]. （原始内容存档于2019-08-08） （日语）.
2. ↑  陈伯吹 (编).  第1版. 上海: 少年儿童出版社. 1989年10月: 第21页. ISBN 7532406881.